# Joppidium moerens
Joppidium moerens là một loài tò vò trong họ Ichneumonidae.